# 손중
손중(孫仲, ? ~ 184년)은 황건적의 무장이다.
황건적의 난 막바지에 유비와 주준에 맞서 완성에서 장만성, 조홍, 한충과 함께 남양 황건군 잔당을 모아 저항을 계속했으나 결국 죽었다.

## 삼국지연의의 묘사
장각이 죽은 후에도 조홍, 한충과 함께 완성에서 황건적의 잔당들을 모아 저항을 계속한다. 그러나 주준과 유비가 인솔하는 토벌군이 내습하자 도망가다가 유비의 화살에 맞아 죽었다.